# Mildred Barker
Ruth Mildred Barker (3 février 1897 - 25 janvier 1990) est une musicienne, une érudite, une gestionnaire et chef spirituelle du village de Sabbathday Lake Shaker.

## Biographie
Ruth Barker éminente et respectée au cours de son existence, travaille pour préserver la musique Shakers. Avec l'aide de Daniel Patterson, elle enregistre Early Shaker Spirituals, une collection de chansons Shaker. En reconnaissance de ses réalisations dans le domaine, elle reçoit en 1983 la National Heritage Fellowship. Elle cofonde et dirige The Shaker Quarterly, un magazine axé sur les Shakers, auxquels elle contribue régulièrement.